# HMS Starkodder (P164)
HMS Starkodder (P164) var en svensk patrullbåt som under 1990-talet tillhörde 23. patrullbåtsdivisionen (2. ytattackflottiljen, sedermera den numera nedlagda 2. ytstridsflottiljen Berga). Fartyget var byggt på Bergens Mekaniske Verft i Norge.
 Det modifierades till Kaparen-klass i början av 1990-talet, och förde då devisen Aldrig nöjd skriven med runskrift på däckshusets sidor. Fartygets vapensköld utgjordes av ett rött drakskeppshuvud i fält av guld. Fartyget vann H. M. Konungens pokal 1996, prisskjutning med artilleri.
Det avrustade fartyget såldes till Rådmansö Rederi AB år 2008, har renoverats, förutom huvudmaskin som saknas, och gjorts klar för ny försäljning.
Starkodder är ett annat namn på den fornnordiske sagohjälten Starkad.